# Епархия Ауки (титулярная)
Епархия Ауки (лат. Dioecesis Aucensis) — упразднённая епархия, в настоящее время титулярная епархия Римско-Католической церкви.

## История
Античный город Аука (сегодня — Вильяфранка-Монтес-де-Ока) был центром одноимённой епархии, которая входила в митрополию Таррагоны.
С 1969 года епархия Ауки является титулярной епархией.

## Титулярные епископы
- епископ Daniel Llorente y Federico (11.12.1969 — 27.02.1971);
- епископ Hernando Rojas Ramírez (26.04.1972 — 12.12.1974) — назначен епископом Эль-Эспиналя;
- епископ Theodor Hubrich (5.12.1975 — 26.03.1992);
- Хорхе Марио Бергольо S.J.[1] (20.05.1992 — 3.06.1997) — назначен вспомогательным архиепископом Буэнос-Айреса; 13 марта 2013 выбран Римским папой Франциском;
- епископ Mieczysław Cisło (13.12.1997 — по настоящее время).

## Источник
- Annuario Pontificio, Libreria Editrice Vaticana, Città del Vaticano, 2003, стр. 767, ISBN 88-209-7422-3